# شيخ لر سفلي
شيخ لر سفلي هي قرية في مقاطعة مراغة، إيران. عدد سكان هذه القرية هو 88 في سنة 2006.